# Poti
Poti (georgisk: ფოთი) er en by i Samegrelo-provinsen i det vestlige Georgien. Den er beliggende ved den østlige kyst af Sortehavet, ved Rioni-flodens udløb. Poti blev grundlagt som en græsk koloni i det 7. århundrede f.Kr. og hed da Phasis.